# انتفاضة الأهوار المسلحة في جنوب العراق
انتفاضة الأهوار المسلحة في جنوب العراق هي حركة مقاومة شعبية مسلحة نشأت في منطقة الأهوار الجنوبية في العراق خلال الثمانينيات وأوائل التسعينيات من القرن العشرين، ضد سياسات الحكومة العراقية التي استهدفت تجفيف الأهوار، وتهجير السكان الأصليين، وفرض السيطرة الأمنية القمعية على المنطقة. تمثل هذه الانتفاضة تعبيرًا عن الغضب الشعبي من التدهور البيئي والاجتماعي، وسلسلة من الإجراءات التي هدفت إلى القضاء على الهوية الثقافية والاجتماعية لسكان الأهوار، بالإضافة إلى مطالبات السكان بحقوقهم في إدارة مواردهم الطبيعية والعيش الكريم.

## الخلفية التاريخية
تقع منطقة الأهوار في جنوب العراق ضمن محافظات ذي قار، وميسان، والبصرة، وتضم مجموعة من المستنقعات الشاسعة التي شكلت نظامًا بيئيًا فريدًا من نوعه في العالم، حيث تعتمد سكانها على الصيد والزراعة والرعي، مع وجود مجتمعات تراثية مثل المندائيين والبو شعلة وغيرهم.
في فترة حكم صدام حسين، وبخاصة في ثمانينيات وتسعينيات القرن العشرين، نفذت الحكومة العراقية سياسة منهجية لتجفيف الأهوار، بهدف السيطرة على المنطقة ومواجهة المعارضة المسلحة، التي كانت تعتبر الأهوار ملاذًا لهم. أدت هذه السياسة إلى تدمير البيئات الطبيعية، وتهجير آلاف السكان، وانهيار اقتصاد المنطقة.

## أسباب الانتفاضة
كانت أسباب الانتفاضة متعددة وجذرية، منها: تجفيف الأهوار وتدمير البيئة التي يعتمد عليها السكان في معيشتهم. التهميش السياسي والاجتماعي لسكان الأهوار، وحرمانهم من حقوقهم الأساسية. القمع الأمني والعسكري الذي مارسته الحكومة ضد أي حركة مقاومة في المنطقة. رغبة السكان في الحفاظ على هويتهم الثقافية والدينية التي تهددها سياسات الحكومة.

## مسار الانتفاضة
بدأت الانتفاضة بأشكال غير منظمة، عبر احتجاجات محلية وأعمال مقاومة سلمية، قبل أن تتطور إلى مقاومة مسلحة مع تشكيل مجموعات من السكان المحليين تسلحوا للدفاع عن أنفسهم ومجتمعاتهم.
شهدت الانتفاضة اشتباكات متكررة مع القوات الحكومية، واستخدم النظام العراقي أساليب قمع وحصار لإخمادها، بما في ذلك الهجمات الجوية واستخدام الأسلحة الثقيلة.
على الرغم من القمع، استمرت المقاومة حتى سقوط نظام صدام حسين في عام 2003، وبعدها بدأت جهود إعادة إحياء الأهوار وإعادة سكانها إلى أراضيهم.

## التأثيرات والنتائج
- ساعدت الانتفاضة في رفع الوعي الدولي بقضية الأهوار البيئية والإنسانية.[12] دفعت إلى إطلاق مشاريع إعادة تأهيل الأهوار، التي أصبحت لاحقًا موقع تراث عالمي من قبل اليونسكو.[3] أعادت الاعتبار لثقافة وهوية شعوب الأهوار، وأدى النضال إلى تعزيز روح المقاومة المحلية.[13] أثرت الانتفاضة في السياسة العراقية تجاه الجنوب، وجعلت الحكومة تُعيد النظر في بعض سياساتها البيئية والاجتماعية تجاه المناطق المهمشة.[5]

## الأبعاد البيئية والاجتماعية
أدى تجفيف الأهوار إلى فقدان التنوع البيولوجي الحيوي في المنطقة، حيث اختفت أنواع كثيرة من الطيور والأسماك، وتدهورت الأراضي الزراعية والرعوية. كما تسبب ذلك في موجات نزوح داخلية وأزمات إنسانية كبيرة.
من الناحية الاجتماعية، تضررت المجتمعات التقليدية، وانتشرت الفقر والبطالة، ما زاد من دوافع الانتفاضة المسلحة للحفاظ على الحقوق الأساسية.